# Stade Mouloudia Dakhla
Stade Mouloudia Dakhla (arab. مدينة الداخلة المغربية) – stadion piłkarski w mieście Ad-Dachla, w Saharze Zachodniej, dawnej kolonii hiszpańskiej, obecnie pod kontrolą marokańską. Stadion może pomieścić 1 000 osób i jest domową areną klubu piłkarskiego Mouloudia Dakhla.